# Юлдуська сільська рада
Юлду́ська сільська рада (рос. Юлдусский сельский совет) — сільське поселення у складі Шадрінського району Курганської області Росії.
Адміністративний центр — село Юлдус.
Населення сільського поселення становить 628 осіб (2017; 707 у 2010, 937 у 2002).

## Склад
До складу сільського поселення входять:
| Населений пункт   | Населення, осіб (2002) | Населення, осіб (2010) |
| ----------------- | ---------------------- | ---------------------- |
| Сибірки, присілок | 171                    | 122                    |
| Юлдус, село       | 766                    | 585                    |